# هنري ثورنتون
هنري ثورنتون (16 ديسمبر 1996 في أستراليا - ) (بالإنجليزية: Henry Thornton)‏ هو لاعب كريكت أسترالي. لعب مع فريق أستراليا 11 ‏ وفريق جنوب ويلز الجديد للكريكت ‏ وSydney Sixers ‏.

## وصلات خارجية
- هنري ثورنتون على موقع إي آس بي آن كريك إنفو (الإنجليزية)